# In einem Jahr mit 13 Monden
In einem Jahr mit 13 Monden ist ein Film von Rainer Werner Fassbinder aus dem Jahre 1978. Volker Spengler spielt die Hauptrolle als Elvira Weishaupt.

## Inhalt
Der Film spielt im Juli 1978 und erzählt die letzten fünf Tage im Leben von Elvira Weishaupt, einer Transfrau, die weder mit sich noch mit anderen im Reinen ist. Aus Liebe zu einem Mann wurde sie zur Frau. Die Liebe war aber nur einseitig, wie so oft in den Filmen von Fassbinder, und so findet Elvira auch in ihrer neuen Existenz kein Glück. Sie sucht Zuflucht bei ehemals vertrauten Menschen. Als sie nur auf Ablehnung, Spott und Verachtung stößt, endet ihr Leben tragisch.

## Kritik
„Wüste Polemik steht neben poetischer Sensibilität, Kolportage neben literarischen Querverweisen auf Döblin und Schopenhauer; Schockbilder kontrastieren mit sentimentalen Idyllen. Einer der intimsten Fassbinder-Filme, der durch seine radikale Subjektivität aufrüttelt.“